# Yvan Adam
Pour les articles homonymes, voir Yvan.
Yvan Adam, né le 1er mars 1955 à Saint-Hilaire, est un peintre, designer, affichiste et illustrateur canadien québécois dont le travail est visible dans le milieu du cinéma et du théâtre québécois depuis les années 1980. Au cours de sa carrière, il a notamment réalisé l’affiche pour le long métrage de Denys Arcand, Le Déclin de l'empire américain (1986) ainsi que l’affiche de théâtre pour la pièce La Noce (1985). Plus récemment, il a réalisé l’affiche du film de Jean-Sébastien Lord, L'Ange gardien (2014).

## Biographie
La passion d’Yvan Adam pour les affiches remonte à l’adolescence. En effet, pendant sa jeunesse, il collectionnait les affiches psychédéliques, notamment celles de Toulouse-Lautrec et d’Alfons Mucha. Il fut également fortement influencé par l’Art nouveau. C’est de cette manière qu’il s’est initié au monde de l’affiche. Puis, il commença sa carrière en 1973 chez les éditions Le jour en tant qu’illustrateur et maquettiste de livres. En 1976, Adam s’installa à Paris dans l’espoir de vivre de sa peinture. En 1977, alors qu’il était de retour à Montréal, autodidacte et sans-le-sou, Adam alla sonner aux portes d'employeurs potentiels avec quelques propositions de maquettes pour le théâtre et le cinéma. Il finira par décrocher son premier contrat pour une affiche du Théâtre populaire du Québec. Ses créations feront le tour des régions québécoises avec la troupe. Il faudra ensuite attendre l’année 1980 pour voir la première affiche de cinéma créée par Adam. Celle-ci était destinée au collectif Cinéma Libre, et elle inaugurait ce qui allait devenir une des spécialités d’Adam: l’affiche de cinéma. Ses créations diversifiées témoignent de multiples sphères d'activité, tant graphiques que techniques, empruntées par l’artiste; il inclura rapidement la photographie ainsi que d'autres nouvelles technologies à sa production.
Son champ d’expertise ne se résume pas seulement aux affiches. En 1992, il intégra l’agence de publicité montréalaise Morrow où il fut directeur artistique. Pendant six mois, Adam a eu l’occasion de mieux comprendre le fonctionnement et le langage de ses collaborateurs, et son travail lui a valu de nombreux prix. Adam peut aussi inclure à son curriculum vitæ le titre de concepteur visuel, puisque, l’année suivante, il collabora au film Le Vent du Wyoming d’André Forcier. De plus, en 1996, il signa son premier court-métrage d’animation, Plein Vol. Depuis, il travaille comme affichiste, peintre, concepteur de films d'animation et de sites internet, en plus de faire des logos d’entreprise, des pochettes de disques et d’illustrer des éditoriaux dans les quotidiens. 
Depuis ses débuts, il multiplie les contrats à succès, ce qui en fait l’un des rares affichistes à pouvoir vivre de son œuvre au Québec. Il compte plus de deux cents affiches à son actif. Notons par exemple dans le domaine du cinéma les affiches des films : Au clair de la lune (1983), Le Déclin de l'empire américain (1986), Cruising Bar (1989), Café de Flore (2011) et plus récemment L'Ange gardien (2014). Ses œuvres très variées se démarquent par leur style coloré et diversifié.

## Production

### Affiches de cinéma
L'affiche de cinéma se distingue, selon Adam, des autres domaines graphiques par une recherche esthétique plus limitée. En effet, puisque l’affiche doit accompagner la sortie d’un film, suggérer son propos et le vendre, le rôle du designer graphique est d’ordre publicitaire et représentatif. Pour respecter ces contraintes et l’esthétique d’un film, Adam a recours à plusieurs techniques lors de la création d’une affiche : il peut décortiquer le film en le visionnant où en regardant des photos de plateau. Dès lors, il sélectionne les éléments représentatifs, tels que des accessoires, qu’il peut recadrer ou repeindre, comme ce fut le cas dans l’affiche de Dans le ventre du dragon. 
Adam a aussi travaillé avec la combinaison de montage photo et de peinture comme dans Le Déclin de l'empire américain. Sa production sera marquée par l’arrivée des procédés informatiques dans le domaine. On verra s'imposer peu à peu la prédominance des montages photographiques accompagnés de typographie, aux dépens de l’illustration. Par ailleurs, le designer graphique n’est pas le seul à intervenir sur un projet d’affiche de cinéma, qui est un travail de collaboration entre le réalisateur, le producteur, le distributeur et le graphiste - puisque le visuel final servira à nombre de produits dérivés et devra s’adapter à une future exportation internationale.
L’affiche de cinéma au Québec est apparue après la Deuxième Guerre mondiale avec les longs métrages. Adam fait partie de la génération d’affichistes qui veulent élargir les standards rigides imposés par l’industrie québécoise. Au cours des années 1980-1990, lui et notamment Alexandre Renzo ont réussi à faire accepter des projets plus osés aux producteurs, distributeurs et réalisateurs de film. Notons que ce sont souvent les réalisateurs dont la réputation n’est plus à faire qui prennent des risques puisque leur nom suffit au succès d’un film. Malgré cette ouverture, les créateurs d’affiches de cinéma doivent toujours trouver leur équilibre entre la créativité et l’efficacité. C’est en raison de la qualité et de l’originalité de son travail qu’Adam est toujours actif dans le milieu cinématographique québécois, ainsi qu'à Toronto et aux États-Unis.

### Affiches de théâtre
Dans le cursus d’Adam on peut aussi remarquer une grande production d’affiches de théâtre. D’ailleurs, il est l’un des rares affichistes québécois qui a produit assez d'œuvres significatives pour constituer une collection. Il crée alors des images dans un univers complexe, entre le réel et l'illusion, en se tenant loin de l'abstraction. Regards dédoublés, visages à plusieurs faces et masques sont des éléments qui reviennent souvent dans son style d'illustration, comme peut en témoigner l'affiche de la comédie musicale Le quadrillé réalisée en 1978. La mise au premier plan de la dualité des émotions de la pièce fut l'une de ses priorités, ainsi que l'utilisation de teintes plus chaudes telles que les beiges et les bruns, les rouges et les bleus en dominance sur les gris et le noir. 
Selon Adam, l’affiche de théâtre se crée à partir d’une idée, inspirée de la pièce, des costumes et des décors ce qui laisse une plus grande liberté. Encore une fois, ce processus naît d’une collaboration entre le producteur et le metteur en scène. Le designer se contente, au départ, de lire le texte de la pièce et de regarder les quelques éléments qui sont à sa disposition, comme des esquisses de décor ou des couleurs de l'ensemble de la production, pour finalement produire une affiche s'adressant au public visé, en respectant les désirs et intention des producteurs. Les nombreuses sources d'inspiration et la plus grande liberté d'action est ce qui, selon lui, différencie l'affiche de théâtre de celle du cinéma.

### Expositions
| «Le cinéma québécois s’affiche», Cinémathèque québécoise, exposition virtuelle.                    |
| «5/15», Cinémathèque Québécoise, 4 au 29 avril 2012.                                               |
| «L’affiche d’aujourd’hui», Centre national des Arts, Ottawa, 1987.                                 |
| «Rétrospective d’affiches et de films québécois», Centre national d’exposition de Jonquière, 1983. |

### Quelques affiches
| Cinéma                                             |
| -------------------------------------------------- |
| Café de Flore (film) de Jean-Marc Vallée, 2011     |
| Le vent du Wyoming d'André Forcier, 1994           |
| Rang 5 de Richard Lavoie, 1994                     |
| Les seins dans la tête de Mireille Dansereau, 1994 |
| La Postière de Gilles Carle, 1992                  |
| Léolo de Jean-Claude Lauzon, 1992                  |
| La conquête de l’Amérique d’Arthur Lamothe, 1992   |
| Salt Water people de Maurice Bulbulian, 1992       |
| L’homme de rêve de Robert Ménard, 1991             |
| Cruising Bar de Robert Ménard, 1989                |
| Un zoo la nuit de Jean-Claude Lauzon, 1987         |
| Caffè Italia Montréal de Paul Tana, 1985           |
| Le choix d’un peuple de Hugues Mignault, 1985      |
| Au clair de la lune d'André Forcier, 1983          |

| Théâtre                                                                                          |
| ------------------------------------------------------------------------------------------------ |
| La Noce, Production Beaumont, 1985                                                               |
| Les Nuits de Montréal au Club Soda, Productions Forgel-Sabourin, Club Soda et Daniel Matte, 1985 |
| Cul-de-sac au 7e ciel, Théâtre du Nouveau Monde, 1984                                            |
| Le 7e festival québécois de théâtre pour enfants, Association québécoise du jeune théâtre, 1980  |
| Le Songe d'une nuit d'été, Théâtre populaire du Québec, 1979                                     |
| Nathan Cohen Studio, Young People’s Theatre Centre, 1979                                         |